# 굿 닥터 굿 라이프
굿 닥터 굿 라이프는 메디TV에서 2006년 5월 3일부터 2007년 3월 23일까지 방송했던 건강 쇼 프로그램이다.

## MC
- 김성경